# لپرکان بر روی کاپوت ماشین
لپرکان بر روی کاپوت ماشین (انگلیسی: Leprechaun in the Hood) فیلمی در ژانر ترسناک است که در سال ۲۰۰۰ منتشر شد. از بازیگران آن می‌توان به وارویک دیویس، آیس-تی، آنتونی مونتگومری، و کولیو اشاره کرد.